# Liste de films tournés au Texas
- Haut – A
- B
- C
- D
- E
- F
- G
- H
- I
- J
- K
- L
- M
- N
- O
- P
- Q
- R
- S
- T
- U
- V
- W
- X
- Y
- Z

## A

### Amarillo
- 1989 : Indiana Jones et la Dernière Croisade de Steven Spielberg

### Arlington
- 2002 : Spy Kids 2 : Espions en herbe de Robert Rodriguez
- 2002 : Rêve de champion de John Lee Hancock

### Austin
- 1993 : Génération rebelle de Richard Linklater
- 1993 : Un monde parfait de Clint Eastwood
- 1994 : Massacre à la tronçonneuse : La Nouvelle Génération de Kim Henkel
- 1998 : Le Gang des Newton de Richard Linklater
- 1998 : The Faculty de Robert Rodriguez
- 2000 : Road Trip de Todd Phillips
- 2001 : Spy Kids de Robert Rodriguez
- 2002 : Spy Kids 2 : Espions en herbe de Robert Rodriguez
- 2002 : Rêve de champion de John Lee Hancock
- 2003 : Spy Kids 3 : Mission 3D de Robert Rodriguez
- 2003 : Kill Bill de Quentin Tarantino
- 2004 : Alamo de John Lee Hancock
- 2005 : Sin City de Robert Rodriguez, Frank Miller et Quentin Tarantino
- 2005 : Les Aventures de Shark Boy et Lava Girl de Robert Rodriguez
- 2007 : Boulevard de la mort de Quentin Tarantino
- 2007 : Planète Terreur de Robert Rodriguez
- 2008 : The Tree of Life de Terrence Malick
- 2008 : Appaloosa d'Ed Harris
- 2010 : Machete de Robert Rodriguez et Ethan Maniquis
- 2010 : True Grit de Joel et Ethan Coen
- 2011 : Spy Kids 4: All the Time in the World de Robert Rodriguez
- 2013 : Machete Kills de Robert Rodriguez
- 2014 : Transformers : L'Âge de l'extinction de Michael Bay
- 2014 : Sin City : J'ai tué pour elle de Robert Rodriguez et Frank Miller
- 2015 : The Program de Stephen Frears
- 2018 : Alita: Battle Angel de Robert Rodriguez

## B

### Bastrop
- 1993 : Un monde parfait de Clint Eastwood
- 2011 : Bernie de Richard Linklater

### Big Bend National Park
- 1984 : Paris, Texas de Wim Wenders
- 2000 : Traffic de Steven Soderbergh
- 2007 : No Country for Old Men de Joel et Ethan Coen

### Brackettville
- 1960 : Alamo de John Wayne
- 1993 : Un monde parfait de Clint Eastwood

## C

### Comté de Blanco
- 2010 : True Grit de Joel et Ethan Coen

### Corpus Christi
- 2001 : Pearl Harbor de Michael Bay

## D

### Dallas
- 1988 : RoboCop de Paul Verhoeven
- 1989 : Né un 4 juillet d'Oliver Stone
- 1991 : JFK d'Oliver Stone
- 1996 : Independence Day de Roland Emmerich
- 1997 : Batman et Robin de Joel Schumacher
- 2008 : The Tree of Life de Terrence Malick
- 2016 : LBJ de Rob Reiner

### Denton
- 1998 : Armageddon de Michael Bay

## E

### El Paso
- 1984 : Paris, Texas de Wim Wenders
- 2000: Traffic de Steven Soderbergh
- 2010: Date limite de Todd Phillips
- 2013 : Cartel de Ridley Scott
- 2015 : Sicario de Denis Villeneuve
- 2017: Logan de James Mangold

### Elgin
- 2014 : Transformers : L'Âge de l'extinction de Michael Bay

## F

### Fort Stockton
- 1984 : Paris, Texas de Wim Wenders

### Granger
- 2010 : True Grit de Joel et Ethan Coen

## H

### Houston
- 1970 : Brewster McCloud de Robert Altman
- 1984 : Paris, Texas de Wim Wenders
- 1990 : RoboCop 2 d'Irvin Kershner
- 1994 : Génération 90 de Ben Stiller
- 1996 : Bottle Rocket de Wes Anderson
- 1998 : Armageddon de Michael Bay
- 1998 : Rushmore de Wes Anderson
- 2000 : Space Cowboys de Clint Eastwood
- 2001 : Pearl Harbor de Michael Bay
- 2001 : Ali de Michael Mann
- 2006 : Fast Food Nation de Richard Linklater
- 2008 : The Tree of Life de Terrence Malick
- 2011 : Transformers 3 : La Face cachée de la Lune de Michael Bay
- 2015 : Seul sur Mars de Ridley Scott

### Huntsville
- 1993 : Un monde parfait de Clint Eastwood

## L

### Lockhart
- 1998 : The Faculty de Robert Rodriguez
- 2014 : Transformers : L'Âge de l'extinction de Michael Bay

### Luling
- 2007 : Planète Terreur de Robert Rodriguez

## M

### Manor
- 2014 : Transformers : L'Âge de l'extinction de Michael Bay

### Marathon
- 1984 : Paris, Texas de Wim Wenders

### Marfa
- 2007 : No Country for Old Men de Joel et Ethan Coen

### Martindale
- 1993 : Un monde parfait de Clint Eastwood

## N

### Nordheim
- 1984 : Paris, Texas de Wim Wenders

## P

### Pflugerville
- 2014 : Transformers : L'Âge de l'extinction de Michael Bay

### Pilot Point
- 1998 : Armageddon de Michael Bay

### Port Arthur
- 1984 : Paris, Texas de Wim Wenders

## R

### Round Rock
- 1974 : Massacre à la tronçonneuse de Tobe Hooper
- 2002 : Rêve de champion de John Lee Hancock

## S

### San Antonio
- 1943 : Air Force d'Howard Hawks
- 1974 : Sugarland Express de Steven Spielberg
- 1985 : Pee-Wee Big Adventure de Tim Burton
- 1997 : Le Gang des Newton de Richard Linklater
- 2001 : Spy Kids de Robert Rodriguez
- 2001 : Waking Life de Richard Linklater
- 2002 : Spy Kids 2 : Espions en herbe de Robert Rodriguez
- 2012 : Battleship de Peter Berg

### Sanger
- 1998 : Armageddon de Michael Bay

## T

### Taylor
- 2002 : Rêve de champion de John Lee Hancock
- 2014 : Transformers : L'Âge de l'extinction de Michael Bay

### Thrall
- 2002 : Rêve de champion de John Lee Hancock